# ان‌بی‌کیوایکس
ان‌بی‌کیوایکس (به انگلیسی: NBQX) با فرمول شیمیایی C۱۲H۸N۴O۶S یک ترکیب شیمیایی با شناسه پاب‌کم ۳۲۷۲۵۲۴ است. که جرم مولی آن ۳۳۶٫۲۸۱ g/mol می‌باشد. شکل ظاهری این ترکیب، پودر قرمز و قهوه‌ای است.